# روژه مورمانس
روژه مورمانس (انگلیسی: Roger Moeremans d'Emaüs; ۱۲ ژوئن ۱۸۹۰ – ۱۹ مارس ۱۹۷۵) سوارکار اهل بلژیک بود.